# Mohamed Bach Hamba
Mohamed Bach Hamba, né en 1881 à Tunis et mort le 27 décembre 1920 à Berlin, est un journaliste et militant nationaliste tunisien.

## Biographie
Issu d'une famille de la bourgeoisie tunisoise d'origine turque, Mohamed Bach Hamba fonde le mouvement des Jeunes Tunisiens avec son frère Ali,. Après un voyage à Constantinople, il fonde La Revue du Maghreb en mai 1916 à Genève. Ce mensuel, dont il est le rédacteur en chef, a pour objectif d'appeler à des réformes en Tunisie et en Algérie et à l'égalité de tous sous la régime français. Cependant, les exemplaires envoyés en Tunisie sont souvent confisqués en raison des vives critiques de l'ordre colonial qui se trouvent dans ses pages. Le magazine, subventionné par l'Empire ottoman, est également allé plus loin en appelant à l'autodétermination.
En 1918, Mohamed Bach Hamba publie un mémoire sous le titre Le peuple algéro-tunisien et la France, où il plaide pour l'indépendance du peuple algéro-tunisien. Mort le 27 décembre 1920, il est enterré au cimetière de Hasenheide à Berlin.

## Publications
- Le peuple algéro-tunisien et la France (1918).